# Collegio elettorale di Nuoro I (Regno di Sardegna)
Il collegio elettorale di Nuoro I è stato un collegio elettorale uninominale del Regno di Sardegna nell'allora provincia di Nuoro. Fu istituito con il Regio editto del 17 marzo 1848. 
Nel 1856 ci fu una riforma dei collegi elettorali insulari del regno di Sardegna. Il collegio nella nuova configurazione comprendeva i mandamenti di Nuoro, Dorgali, Siniscola, Gavoi e Fonni, con più di 30 mila residenti.

## Dati elettorali
Nel collegio si svolsero votazioni per tutte le sette legislature. Con la proclamazione del Regno d'Italia fu sostituito dall'omonimo collegio.

### I legislatura
Le votazioni si svolsero in 222 collegi uninominali a doppio turno. Come previsto dal decreto n. 680 del 17 marzo 1848, era eletto al primo turno il candidato che «riunisce in suo favore più del terzo dei voti del total numero dei membri componenti il collegio e più della metà dei suffragi dati dai votanti presenti all'adunanza» (art. 92). Se nessun candidato era eletto, al ballottaggio tra i due candidati con più voti era eletto chi otteneva il maggior numero di voti (art. 93) o, in caso di ugual numero di voti, il maggiore d'età (art. 94).
| Partito                      | Candidato              | Risultati 27 aprile 1848 |
| ---------------------------- | ---------------------- | ------------------------ |
| —                            | Giovanni Siotto Pintor | —                        |
|                              |                        |                          |
| Iscritti                     | 295                    |                          |
| ↳ Voti validi (% su votanti) |                        |                          |

Mancano i verbali. Nella seduta del 15 maggio 1848 fu sospesa la convalidazione di questa elezione per irregolarità occorse nei verbali di essa. Nel frattempo (22 maggio) l'eletto optò per il II collegio di Nuoro e il I collegio fu dichiarato vacante.
| Partito                      | Candidato       | Risultati 26 giugno 1848 |
| ---------------------------- | --------------- | ------------------------ |
| —                            | Giorgio Asproni | —                        |
|                              |                 |                          |
| Iscritti                     | 295             |                          |
| ↳ Voti validi (% su votanti) |                 |                          |

Mancano i verbali. L'elezione fu annullata il 17 luglio 1848 per la qualità di penitenziere dell'eletto. Il collegio fu riconvocato.
| Partito                            | Partito                            | Candidato                          | Risultati 30 settembre 1848 | Risultati 30 settembre 1848 |
| Partito                            | Partito                            | Candidato                          | Voti                        | %                           |
| ---------------------------------- | ---------------------------------- | ---------------------------------- | --------------------------- | --------------------------- |
|                                    | —                                  | Pasquale Corbu                     | 32                          | 76,19                       |
|                                    | —                                  | Giuseppe Sappa                     | 10                          | 23,81                       |
|                                    |                                    |                                    |                             |                             |
| Iscritti                           | Iscritti                           | Iscritti                           | 295                         | 100,00                      |
| ↳ Votanti (% su iscritti)          | ↳ Votanti (% su iscritti)          | ↳ Votanti (% su iscritti)          | 43                          | 14,58                       |
| ↳ Voti validi (% su votanti)       | ↳ Voti validi (% su votanti)       | ↳ Voti validi (% su votanti)       | 42                          | 97,67                       |
| ↳ Schede non valide (% su votanti) | ↳ Schede non valide (% su votanti) | ↳ Schede non valide (% su votanti) | 1                           | 2,33                        |
| ↳ Astenuti (% su iscritti)         | ↳ Astenuti (% su iscritti)         | ↳ Astenuti (% su iscritti)         | 252                         | 85,42                       |

Il 1º ottobre ci sarebbe dovuto essere il ballottaggio fra i candidati Corbu e Sappa: ma l'ufficio (non essendo presente il terzo degli elettori inscritti) d'accordo cogli elettori, in vista dell'esiguo numero dei votanti (37) deliberò di non procedere oltre nelle operazioni elettorali. La Camera adottò un voto di biasimo per l'ufficio. Il collegio fu riconvocato.
| Partito                            | Partito                            | Candidato                          | Primo turno 8 novembre 1848 | Primo turno 8 novembre 1848 | Ballottaggio 9 novembre 1848 | Ballottaggio 9 novembre 1848 |
| Partito                            | Partito                            | Candidato                          | Voti                        | %                           | Voti                         | %                            |
| ---------------------------------- | ---------------------------------- | ---------------------------------- | --------------------------- | --------------------------- | ---------------------------- | ---------------------------- |
|                                    | —                                  | Giuseppe Siotto-Pintor             | 48                          | 63,16                       | 35                           | 52,24                        |
|                                    | —                                  | Pasquale Corbu                     | 28                          | 36,84                       | 32                           | 47,76                        |
|                                    |                                    |                                    |                             |                             |                              |                              |
| Iscritti                           | Iscritti                           | Iscritti                           | 295                         | 100,00                      | 295                          | 100,00                       |
| ↳ Votanti (% su iscritti)          | ↳ Votanti (% su iscritti)          | ↳ Votanti (% su iscritti)          | 83                          | 28,14                       | 67                           | 22,71                        |
| ↳ Voti validi (% su votanti)       | ↳ Voti validi (% su votanti)       | ↳ Voti validi (% su votanti)       | 76                          | 91,57                       | 67                           | 100,00                       |
| ↳ Schede non valide (% su votanti) | ↳ Schede non valide (% su votanti) | ↳ Schede non valide (% su votanti) | 7                           | 8,43                        | 0                            | 0,00                         |
| ↳ Astenuti (% su iscritti)         | ↳ Astenuti (% su iscritti)         | ↳ Astenuti (% su iscritti)         | 212                         | 71,86                       | 228                          | 77,29                        |

L'elezione fu annullata il 7 dicembre 1848 perché il secondo appello non era stato chiamato alle 13, come prescriveva la legge elettorale, ma alle 11 antimeridiane. Il collegio fu non riconvocato.

### II legislatura
Le votazioni si svolsero in 222 collegi uninominali a doppio turno con la stessa normativa precedente (al primo turno un numero di voti maggiore di un terzo degli iscritti).
| Partito                            | Partito                            | Candidato                          | Primo turno 15 gennaio 1849 | Primo turno 15 gennaio 1849 | Ballottaggio 16 gennaio 1849 | Ballottaggio 16 gennaio 1849 |
| Partito                            | Partito                            | Candidato                          | Voti                        | %                           | Voti                         | %                            |
| ---------------------------------- | ---------------------------------- | ---------------------------------- | --------------------------- | --------------------------- | ---------------------------- | ---------------------------- |
|                                    | —                                  | Pasquale Corbu                     | 15                          | 83,33                       | 18                           | 90,00                        |
|                                    | —                                  | Giuseppe Siotto Pintor             | 3                           | 16,67                       | 2                            | 10,00                        |
|                                    |                                    |                                    |                             |                             |                              |                              |
| Iscritti                           | Iscritti                           | Iscritti                           | 295                         | 100,00                      | 295                          | 100,00                       |
| ↳ Votanti (% su iscritti)          | ↳ Votanti (% su iscritti)          | ↳ Votanti (% su iscritti)          | 19                          | 6,44                        | 20                           | 6,78                         |
| ↳ Voti validi (% su votanti)       | ↳ Voti validi (% su votanti)       | ↳ Voti validi (% su votanti)       | 18                          | 94,74                       | 20                           | 100,00                       |
| ↳ Schede non valide (% su votanti) | ↳ Schede non valide (% su votanti) | ↳ Schede non valide (% su votanti) | 1                           | 5,26                        | 0                            | 0,00                         |
| ↳ Astenuti (% su iscritti)         | ↳ Astenuti (% su iscritti)         | ↳ Astenuti (% su iscritti)         | 276                         | 93,56                       | 275                          | 93,22                        |

### III legislatura
Le votazioni si svolsero in 204 collegi uninominali a doppio turno con la normativa del 1848 (al primo turno un numero di voti maggiore di un terzo degli iscritti).
| Partito                            | Partito                            | Candidato                          | Primo turno 22 luglio 1849 | Primo turno 22 luglio 1849 | Ballottaggio 23 luglio 1849 | Ballottaggio 23 luglio 1849 |
| Partito                            | Partito                            | Candidato                          | Voti                       | %                          | Voti                        | %                           |
| ---------------------------------- | ---------------------------------- | ---------------------------------- | -------------------------- | -------------------------- | --------------------------- | --------------------------- |
|                                    | —                                  | Giorgio Asproni                    | 73                         | 80,22                      | 59                          | 68,60                       |
|                                    | —                                  | Francesco Sulis                    | 18                         | 19,78                      | 27                          | 31,40                       |
|                                    |                                    |                                    |                            |                            |                             |                             |
| Iscritti                           | Iscritti                           | Iscritti                           | 471                        | 100,00                     | 471                         | 100,00                      |
| ↳ Votanti (% su iscritti)          | ↳ Votanti (% su iscritti)          | ↳ Votanti (% su iscritti)          | 118                        | 25,05                      | 87                          | 18,47                       |
| ↳ Voti validi (% su votanti)       | ↳ Voti validi (% su votanti)       | ↳ Voti validi (% su votanti)       | 91                         | 77,12                      | 86                          | 98,85                       |
| ↳ Schede non valide (% su votanti) | ↳ Schede non valide (% su votanti) | ↳ Schede non valide (% su votanti) | 27                         | 22,88                      | 1                           | 1,15                        |
| ↳ Astenuti (% su iscritti)         | ↳ Astenuti (% su iscritti)         | ↳ Astenuti (% su iscritti)         | 353                        | 74,95                      | 384                         | 81,53                       |

### IV legislatura
Le votazioni si svolsero in 204 collegi uninominali a doppio turno con la normativa del 1848 (al primo turno un numero di voti maggiore di un terzo degli iscritti).
| Partito                            | Partito                            | Candidato                          | Primo turno 13 dicembre 1849 | Primo turno 13 dicembre 1849 | Ballottaggio 14 dicembre 1849 | Ballottaggio 14 dicembre 1849 |
| Partito                            | Partito                            | Candidato                          | Voti                         | %                            | Voti                          | %                             |
| ---------------------------------- | ---------------------------------- | ---------------------------------- | ---------------------------- | ---------------------------- | ----------------------------- | ----------------------------- |
|                                    | —                                  | Giuseppe Sappa                     | 114                          | 81,43                        | 124                           | 78,48                         |
|                                    | —                                  | Giorgio Asproni                    | 26                           | 18,57                        | 34                            | 21,52                         |
|                                    |                                    |                                    |                              |                              |                               |                               |
| Iscritti                           | Iscritti                           | Iscritti                           | 471                          | 100,00                       | 471                           | 100,00                        |
| ↳ Votanti (% su iscritti)          | ↳ Votanti (% su iscritti)          | ↳ Votanti (% su iscritti)          | 161                          | 34,18                        | 159                           | 33,76                         |
| ↳ Voti validi (% su votanti)       | ↳ Voti validi (% su votanti)       | ↳ Voti validi (% su votanti)       | 140                          | 86,96                        | 158                           | 99,37                         |
| ↳ Schede non valide (% su votanti) | ↳ Schede non valide (% su votanti) | ↳ Schede non valide (% su votanti) | 21                           | 13,04                        | 1                             | 0,63                          |
| ↳ Astenuti (% su iscritti)         | ↳ Astenuti (% su iscritti)         | ↳ Astenuti (% su iscritti)         | 310                          | 65,82                        | 312                           | 66,24                         |

L'onorevole Sappa optò il 1 gennaio 1850 per il collegio di Canale. Il collegio fu riconvocato
| Partito                            | Partito                            | Candidato                          | Primo turno 2 febbraio 1850 | Primo turno 2 febbraio 1850 | Ballottaggio 3 febbraio 1850 | Ballottaggio 3 febbraio 1850 |
| Partito                            | Partito                            | Candidato                          | Voti                        | %                           | Voti                         | %                            |
| ---------------------------------- | ---------------------------------- | ---------------------------------- | --------------------------- | --------------------------- | ---------------------------- | ---------------------------- |
|                                    | —                                  | Pietro Nieddu                      | 45                          | 80,36                       | 54                           | 93,10                        |
|                                    | —                                  | Giorgio Asproni                    | 11                          | 19,64                       | 4                            | 6,90                         |
|                                    |                                    |                                    |                             |                             |                              |                              |
| Iscritti                           | Iscritti                           | Iscritti                           | 477                         | 100,00                      | 477                          | 100,00                       |
| ↳ Votanti (% su iscritti)          | ↳ Votanti (% su iscritti)          | ↳ Votanti (% su iscritti)          | 58                          | 12,16                       | 61                           | 12,79                        |
| ↳ Voti validi (% su votanti)       | ↳ Voti validi (% su votanti)       | ↳ Voti validi (% su votanti)       | 56                          | 96,55                       | 58                           | 95,08                        |
| ↳ Schede non valide (% su votanti) | ↳ Schede non valide (% su votanti) | ↳ Schede non valide (% su votanti) | 2                           | 3,45                        | 3                            | 4,92                         |
| ↳ Astenuti (% su iscritti)         | ↳ Astenuti (% su iscritti)         | ↳ Astenuti (% su iscritti)         | 419                         | 87,84                       | 416                          | 87,21                        |

### V legislatura
Le votazioni si svolsero in 204 collegi uninominali a doppio turno con la normativa del 1848 (al primo turno un numero di voti maggiore di un terzo degli iscritti).
| Partito                            | Partito                            | Candidato                          | Primo turno 8 dicembre 1853 | Primo turno 8 dicembre 1853 | Ballottaggio 9 dicembre 1853 | Ballottaggio 9 dicembre 1853 |
| Partito                            | Partito                            | Candidato                          | Voti                        | %                           | Voti                         | %                            |
| ---------------------------------- | ---------------------------------- | ---------------------------------- | --------------------------- | --------------------------- | ---------------------------- | ---------------------------- |
|                                    | —                                  | Giorgio Asproni                    | 30                          | 47,62                       | 57                           | 57,58                        |
|                                    | —                                  | Giovanni Antonio Tola              | 33                          | 52,38                       | 42                           | 42,42                        |
|                                    |                                    |                                    |                             |                             |                              |                              |
| Iscritti                           | Iscritti                           | Iscritti                           | 370                         | 100,00                      | 370                          | 100,00                       |
| ↳ Votanti (% su iscritti)          | ↳ Votanti (% su iscritti)          | ↳ Votanti (% su iscritti)          | 91                          | 24,59                       | 99                           | 26,76                        |
| ↳ Voti validi (% su votanti)       | ↳ Voti validi (% su votanti)       | ↳ Voti validi (% su votanti)       | 63                          | 69,23                       | 99                           | 100,00                       |
| ↳ Schede non valide (% su votanti) | ↳ Schede non valide (% su votanti) | ↳ Schede non valide (% su votanti) | 28                          | 30,77                       | 0                            | 0,00                         |
| ↳ Astenuti (% su iscritti)         | ↳ Astenuti (% su iscritti)         | ↳ Astenuti (% su iscritti)         | 279                         | 75,41                       | 271                          | 73,24                        |

L’onorevole Asproni il 28 dicembre 1853 optò per il collegio di Genova III. Il collegio fu riconvocato
| Partito                            | Partito                            | Candidato                          | Primo turno 22 gennaio 1854 | Primo turno 22 gennaio 1854 | Ballottaggio 23 gennaio 1854 | Ballottaggio 23 gennaio 1854 |
| Partito                            | Partito                            | Candidato                          | Voti                        | %                           | Voti                         | %                            |
| ---------------------------------- | ---------------------------------- | ---------------------------------- | --------------------------- | --------------------------- | ---------------------------- | ---------------------------- |
|                                    | —                                  | Antonio Siotto-Pintor              | 36                          | 57,14                       | 47                           | 53,41                        |
|                                    | —                                  | Francesco Sulis                    | 27                          | 42,86                       | 41                           | 46,59                        |
|                                    |                                    |                                    |                             |                             |                              |                              |
| Iscritti                           | Iscritti                           | Iscritti                           | 370                         | 100,00                      | 370                          | 100,00                       |
| ↳ Votanti (% su iscritti)          | ↳ Votanti (% su iscritti)          | ↳ Votanti (% su iscritti)          | 65                          | 17,57                       | 88                           | 23,78                        |
| ↳ Voti validi (% su votanti)       | ↳ Voti validi (% su votanti)       | ↳ Voti validi (% su votanti)       | 63                          | 96,92                       | 88                           | 100,00                       |
| ↳ Schede non valide (% su votanti) | ↳ Schede non valide (% su votanti) | ↳ Schede non valide (% su votanti) | 2                           | 3,08                        | 0                            | 0,00                         |
| ↳ Astenuti (% su iscritti)         | ↳ Astenuti (% su iscritti)         | ↳ Astenuti (% su iscritti)         | 305                         | 82,43                       | 282                          | 76,22                        |

L'elezione fu annullata il 29 marzo 1854 perché, da informazioni assunte in via amministrativa, risultò che, in due dei comuni che costituivano il collegio, non era stato pubblicato in tempo debito il decreto di convocazione del collegio a causa dello straripamento dei fiumi che impedì le comunicazioni con il capoluogo. Il collegio fu riconvocato.
| Partito                            | Partito                            | Candidato                          | Primo turno 30 aprile 1854 | Primo turno 30 aprile 1854 | Ballottaggio 1º maggio 1854 | Ballottaggio 1º maggio 1854 |
| Partito                            | Partito                            | Candidato                          | Voti                       | %                          | Voti                        | %                           |
| ---------------------------------- | ---------------------------------- | ---------------------------------- | -------------------------- | -------------------------- | --------------------------- | --------------------------- |
|                                    | —                                  | Francesco Sulis                    | 112                        | 60,22                      | 121                         | 62,37                       |
|                                    | —                                  | Antonio Siotto Pintor              | 74                         | 39,78                      | 73                          | 37,63                       |
|                                    |                                    |                                    |                            |                            |                             |                             |
| Iscritti                           | Iscritti                           | Iscritti                           | 367                        | 100,00                     | 367                         | 100,00                      |
| ↳ Votanti (% su iscritti)          | ↳ Votanti (% su iscritti)          | ↳ Votanti (% su iscritti)          | 194                        | 52,86                      | 194                         | 52,86                       |
| ↳ Voti validi (% su votanti)       | ↳ Voti validi (% su votanti)       | ↳ Voti validi (% su votanti)       | 186                        | 95,88                      | 194                         | 100,00                      |
| ↳ Schede non valide (% su votanti) | ↳ Schede non valide (% su votanti) | ↳ Schede non valide (% su votanti) | 8                          | 4,12                       | 0                           | 0,00                        |
| ↳ Astenuti (% su iscritti)         | ↳ Astenuti (% su iscritti)         | ↳ Astenuti (% su iscritti)         | 173                        | 47,14                      | 173                         | 47,14                       |

Nel corso della legislatura, in seguito all'entrata in vigore della legge 27 gennaio 1856 il collegio di Nuoro I si denominò Nuoro, e quello di Nuoro II prese il nome di Bitti. Per il collegio di Nuoro il sorteggio ne destinò a rappresentante il deputato Gallisai, eletto nel II collegio di Nuoro. — L'onorevole Gallisai si dimise il 21 aprile 1857. Il collegio fu riconvocato.
| Partito                            | Partito                            | Candidato                          | Primo turno 17 maggio 1857 | Primo turno 17 maggio 1857 | Ballottaggio 24 maggio 1857 | Ballottaggio 24 maggio 1857 |
| Partito                            | Partito                            | Candidato                          | Voti                       | %                          | Voti                        | %                           |
| ---------------------------------- | ---------------------------------- | ---------------------------------- | -------------------------- | -------------------------- | --------------------------- | --------------------------- |
|                                    | —                                  | Giovanni Siotto-Pintor             | 90                         | 50,00                      | 197                         | 56,61                       |
|                                    | —                                  | Francesco Mastio                   | 90                         | 50,00                      | 151                         | 43,39                       |
|                                    |                                    |                                    |                            |                            |                             |                             |
| Iscritti                           | Iscritti                           | Iscritti                           | 895                        | 100,00                     | 895                         | 100,00                      |
| ↳ Votanti (% su iscritti)          | ↳ Votanti (% su iscritti)          | ↳ Votanti (% su iscritti)          | 208                        | 23,24                      | 355                         | 39,66                       |
| ↳ Voti validi (% su votanti)       | ↳ Voti validi (% su votanti)       | ↳ Voti validi (% su votanti)       | 180                        | 86,54                      | 348                         | 98,03                       |
| ↳ Schede non valide (% su votanti) | ↳ Schede non valide (% su votanti) | ↳ Schede non valide (% su votanti) | 28                         | 13,46                      | 7                           | 1,97                        |
| ↳ Astenuti (% su iscritti)         | ↳ Astenuti (% su iscritti)         | ↳ Astenuti (% su iscritti)         | 687                        | 76,76                      | 540                         | 60,34                       |

L'omorevole Siotto Pintor fu sorteggiato per eccedenza nel numero dei deputati magistrati il 5 giugno 1857. — Non seguì altra elezione.

### VI legislatura
Le votazioni si svolsero in 204 collegi uninominali a doppio turno dopo la modifica dei collegi della Sardegna nel 1856; venne applicata la normativa del 1848 (al primo turno un numero di voti maggiore di un terzo degli iscritti).
| Partito                            | Partito                            | Candidato                          | Primo turno 15 novembre 1857 | Primo turno 15 novembre 1857 | Ballottaggio 19 novembre 1857 | Ballottaggio 19 novembre 1857 |
| Partito                            | Partito                            | Candidato                          | Voti                         | %                            | Voti                          | %                             |
| ---------------------------------- | ---------------------------------- | ---------------------------------- | ---------------------------- | ---------------------------- | ----------------------------- | ----------------------------- |
|                                    | —                                  | Francesco Mastio                   | 87                           | 27,88                        | 223                           | 62,99                         |
|                                    | —                                  | Giorgio Asproni                    | 94                           | 30,13                        | 131                           | 37,01                         |
|                                    | —                                  | Giovanni Siotto Pintor             | 74                           | 23,72                        |                               |                               |
|                                    | —                                  | Pietro Quesula                     | 57                           | 18,27                        |                               |                               |
|                                    |                                    |                                    |                              |                              |                               |                               |
| Iscritti                           | Iscritti                           | Iscritti                           | 678                          | 100,00                       | 678                           | 100,00                        |
| ↳ Votanti (% su iscritti)          | ↳ Votanti (% su iscritti)          | ↳ Votanti (% su iscritti)          | 365                          | 53,83                        | 354                           | 52,21                         |
| ↳ Voti validi (% su votanti)       | ↳ Voti validi (% su votanti)       | ↳ Voti validi (% su votanti)       | 312                          | 85,48                        | 354                           | 100,00                        |
| ↳ Schede non valide (% su votanti) | ↳ Schede non valide (% su votanti) | ↳ Schede non valide (% su votanti) | 53                           | 14,52                        | 0                             | 0,00                          |
| ↳ Astenuti (% su iscritti)         | ↳ Astenuti (% su iscritti)         | ↳ Astenuti (% su iscritti)         | 313                          | 46,17                        | 324                           | 47,79                         |

### VII legislatura
Le votazioni si svolsero in 387 collegi uninominali a doppio turno. Come previsto dalla legge elettorale del 20 novembre 1859, era eletto al primo turno il candidato che «riunisce in suo favore più del terzo dei voti del total numero dei membri componenti il collegio e più della metà dei suffragi dati dai votanti presenti all'adunanza» (art. 91). Se nessun candidato era eletto, al ballottaggio tra i due candidati con più voti era eletto chi otteneva il maggior numero di voti (art. 92) o, in caso di ugual numero di voti, il maggiore d'età (art. 93).
| Partito                            | Partito                            | Candidato                          | Primo turno 25 marzo 1860 | Primo turno 25 marzo 1860 | Ballottaggio 29 marzo 1860 | Ballottaggio 29 marzo 1860 |
| Partito                            | Partito                            | Candidato                          | Voti                      | %                         | Voti                       | %                          |
| ---------------------------------- | ---------------------------------- | ---------------------------------- | ------------------------- | ------------------------- | -------------------------- | -------------------------- |
|                                    | —                                  | Giorgio Asproni                    | 144                       | 36,18                     | 261                        | 56,01                      |
|                                    | —                                  | Antonio Mureddu-Cossu              | 132                       | 33,17                     | 205                        | 43,99                      |
|                                    | —                                  | Francesco Mastio                   | 122                       | 30,65                     |                            |                            |
|                                    |                                    |                                    |                           |                           |                            |                            |
| Iscritti                           | Iscritti                           | Iscritti                           | 690                       | 100,00                    | 690                        | 100,00                     |
| ↳ Votanti (% su iscritti)          | ↳ Votanti (% su iscritti)          | ↳ Votanti (% su iscritti)          | 463                       | 67,10                     | 467                        | 67,68                      |
| ↳ Voti validi (% su votanti)       | ↳ Voti validi (% su votanti)       | ↳ Voti validi (% su votanti)       | 398                       | 85,96                     | 466                        | 99,79                      |
| ↳ Schede non valide (% su votanti) | ↳ Schede non valide (% su votanti) | ↳ Schede non valide (% su votanti) | 65                        | 14,04                     | 1                          | 0,21                       |
| ↳ Astenuti (% su iscritti)         | ↳ Astenuti (% su iscritti)         | ↳ Astenuti (% su iscritti)         | 227                       | 32,90                     | 223                        | 32,32                      |

L'onorevole Asproni optò per il collegio di Lanusei il 14 aprile 1860.  Il collegio fu riconvocato.
| Partito                            | Partito                            | Candidato                          | Primo turno 6 maggio 1860 | Primo turno 6 maggio 1860 | Ballottaggio 10 maggio 1860 | Ballottaggio 10 maggio 1860 |
| Partito                            | Partito                            | Candidato                          | Voti                      | %                         | Voti                        | %                           |
| ---------------------------------- | ---------------------------------- | ---------------------------------- | ------------------------- | ------------------------- | --------------------------- | --------------------------- |
|                                    | —                                  | Antonio Mureddu-Cossu              | 121                       | 34,87                     | 222                         | 54,41                       |
|                                    | —                                  | Pietro Paolo Siotto Elias          | 106                       | 30,55                     | 186                         | 45,59                       |
|                                    | —                                  | Francesco Mastio                   | 60                        | 17,29                     |                             |                             |
|                                    | —                                  | Francesco Sulis                    | 60                        | 17,29                     |                             |                             |
|                                    |                                    |                                    |                           |                           |                             |                             |
| Iscritti                           | Iscritti                           | Iscritti                           | 492                       | 100,00                    | 492                         | 100,00                      |
| ↳ Votanti (% su iscritti)          | ↳ Votanti (% su iscritti)          | ↳ Votanti (% su iscritti)          | 391                       | 79,47                     | 412                         | 83,74                       |
| ↳ Voti validi (% su votanti)       | ↳ Voti validi (% su votanti)       | ↳ Voti validi (% su votanti)       | 347                       | 88,75                     | 408                         | 99,03                       |
| ↳ Schede non valide (% su votanti) | ↳ Schede non valide (% su votanti) | ↳ Schede non valide (% su votanti) | 44                        | 11,25                     | 4                           | 0,97                        |
| ↳ Astenuti (% su iscritti)         | ↳ Astenuti (% su iscritti)         | ↳ Astenuti (% su iscritti)         | 101                       | 20,53                     | 80                          | 16,26                       |